# 金德拜恩
金德拜恩（英語：Jindabyne），位於澳洲新南威爾士州東南部的一個市鎮，毗鄰大雪山（Snowy Mountains），面向金德拜恩湖，由於鄰近多個知名的滑雪場，包括可西歐斯可國家公園（Kosciuszko National Park）、斯雷德博、佩里舍滑雪度假村（Perisher Ski Resort）、夏洛特山口等等，於冬季尤其受到遊客歡迎。
金德拜恩是澳洲海拔最高的城鎮。